# Frédéric Masson
Louis Claude Frédéric Masson, född den 8 mars 1847 i Paris, död där den 19 februari 1923, var en fransk historiker. 

## Biografi
Masson blev 1866 amanuens och bibliotekarie i krigsministeriets arkiv, men avlägsnades därifrån på grund av politiska meningsbrytningar 1880. Han blev 1903 ledamot av Franska akademien, där han efterträdde Gaston Paris. År 1919 efterträdde han Étienne Lamy som akademiens ständige sekreterare. 
Av hans många historiska arbeten, som utmärks av rikedom på nya detaljuppgifter och dokument, behandlar flertalet Napoleon I och hans familj.